# Marjorie de Sousa
Marjorie de Sousa  (Caracas, Venezuela, 1980. április 23. –) venezuelai modell, színésznő.

## Élete
Marjorie de Sousa 1980. április 23-án született Caracasban. Édesapja Juan de Sousa portugál, édesanya, Gloria Rivas venezuelai származású. Két testvére van: Juan Carlos és Hadda Roberto.
Karrierjét modellként kezdte. 2000-ben a Csábítás (Amantes de luna llena) című telenovellában debütált, mint színész. A következő évben A nők háborúja (Guerra de mujeres) című sorozatban játszott, ahol ismét együtt dolgozott Gaby Espinóval. 2003-ban a Rebeca forgatása során ismerte meg későbbi férjét, Ricardo Álamót. Ezt követően a Televisához szerződött, ahol megkapta Carol szerepét a Mariana de la Nochében. Ezután visszatért Venezuelába a RCTV-hoz.
2005-ben hozzáment Ricardo Álamo színészhez, akitől 2006-ban vált el. 2011-ben szerepelt Henry Santos Poquito a poquito című videóklipjében. 2012-ben a Sacrificio de mujerben nyújtott alakításáért elnyerte a Miami Life Awards-díjat a Legjobb főszereplőnő kategóriában.

## Filmográfia

### Telenovellák
| Év        | Cím                                   | Szerep                                     | TV stúdió  |
| --------- | ------------------------------------- | ------------------------------------------ | ---------- |
| 2016      | Sueño de amor                         | Cristina Velez Valderrama                  | Televisa   |
| 2014      | Hasta el Fin del Mundo                | Sofía Ripoll Bandy / Sofía Fernández Bandy | Televisa   |
| 2012–2013 | Rabok és szeretők (Amores verdaderos) | Kendra Ferreti 'Kendrix' 'Macaria Chavez'  | Televisa   |
| 2011–2012 | Csók és csata (Corazón apasionado)    | Leticia Bracamontes                        | Venevision |
| 2010      | La mujer perfecta                     |                                            | Venevision |
| 2010      | Sacrificio de mujer                   | Clemencia Astudillo de Talamonti           | Venevision |
| 2009      | Pecadora                              | Samantha Sabater                           | Venevision |
| 2008–2009 | ¿Vieja yo?                            | Estefanía Urrutia                          | Venevision |
| 2007–2008 | Amor comprado                         | Margot                                     | Venevision |
| 2006–2007 | Y los declaro marido y mujer          | Saioa Mújica                               | RCTV       |
| 2005      | Ser bonita no basta                   | Coral Torres Olavarría                     | RCTV       |
| 2003–2004 | Mariana de la noche                   | Carol                                      | Televisa   |
| 2003      | Rebeca                                | Gisela Gidalva                             | Venevision |
| 2002–2003 | Vadmacska (Gata salvaje)              | Camelia Valente                            | Venevision |
| 2001      | Nők háborúja (Guerra de mujeres)      | Carolina                                   | Venevision |
| 2000      | Amantes de luna llena                 | Mayra                                      | Venevision |

### Filmek
| Év   | Cím                      | Szerep          |
| ---- | ------------------------ | --------------- |
| 2008 | Duelo de Pasarelas       | Natalia         |
| 2006 | Soltera y sin compromiso | Julia Maldonado |

### Színház
- 2009: Orinoco
- 2013: Perfume de Gardenia

## Díjak és jelölések
| Év   | Díj               | Kategória                        | Cím                 | Eredmény |
| ---- | ----------------- | -------------------------------- | ------------------- | -------- |
| 2012 | Miami Life Awards | Legjobb női főszereplő           | Sacrificio de mujer | Nyertes  |
| 2013 | People en Español | Legjobb női főgonosz             | Amores verdaderos   | Jelölés  |
| 2014 | TVyNovelas-díj    | Legjobb női főgonosz             | Amores verdaderos   | Nyertes  |
| 2014 | TVyNovelas-díj    | Kedvenc gazember                 | Amores verdaderos   | Nyertes  |
| 2014 | TVyNovelas-díj    | Kedvenc pofon (Erika Buenfillel) | Amores verdaderos   | Nyertes  |